# Cururupu Airport
Cururupu Airport är en flygplats i Brasilien.   Den ligger i kommunen Cururupu och delstaten Maranhão, i den nordöstra delen av landet, 1 600 km norr om huvudstaden Brasília. Cururupu Airport ligger 21 meter över havet.
Terrängen runt Cururupu Airport är platt, och sluttar norrut. Närmaste större samhälle är Cururupu, 0,82 km söder om Cururupu Airport.
Omgivningarna runt Cururupu Airport är en mosaik av jordbruksmark och naturlig växtlighet. Runt Cururupu Airport är det ganska glesbefolkat, med 31 invånare per kvadratkilometer.